# Église Saint-Pierre de Gironville-sur-Essonne
Pour les articles homonymes, voir Église Saint-Pierre.
L'église Saint-Pierre est une église paroissiale de culte catholique, dédiée à l'apôtre Pierre, située dans la commune française de Gironville-sur-Essonne et le département de l'Essonne.

## Situation
L'église est située au centre du village de Gironville-sur-Essonne en bordure de la Grande Rue, actuelle route départementale 449 sur la rive gauche de la rivière l'Essonne.

## Histoire
L'édifice est inscrit au titre des monuments historiques en 1984.

## Pour approfondir

## Sources
1. ↑  Fiche de l'église Saint-Pierre de Gironville-sur-Essonne sur le site du diocèse d'Evry-Corbeil-Essonnes. Consulté le 03/05/2011.
2. ↑  « Église Saint-Pierre », notice no PA00087917, sur la plateforme ouverte du patrimoine, base Mérimée, ministère français de la Culture